# Miguel Fernando Vargas
Miguel Vargas (Armenia, Quindío, Colombia; 3 de agosto de 1989) es un futbolista colombiano. Juega de guardameta.

## Deportivo Pereira
Llegó al equipo matecaña en el año 2006 y se mantuvo hasta 2013 habiendo disputado 67 partidos. Su debut profesional sería en 2008. Durante su estadía en el club compartió la pasión con jugadores de gran recorrido como  José Alexis Márquez, René Higuita, Prono Velásquez, Libis Arenas, Rufay Zapata y Pablo Mina.

## Clubes
| Club              | País     | Año         |
| ----------------- | -------- | ----------- |
| Deportivo Pereira | Colombia | 2008 - 2013 |
| Cúcuta Deportivo  | Colombia | 2014        |
| Unión Magdalena   | Colombia | 2015        |
| Cúcuta Deportivo  | Colombia | 2015 - 2016 |
| Unión Magdalena   | Colombia | 2017        |
| Chorrillo         | Panamá   | 2017        |
| Deportes Quindío  | Colombia | 2018 - 2019 |

## Estadísticas
| Club                         | Div.          | Temporada     | Liga  | Liga  | Copa Nacional | Copa Nacional | Copa Internacional | Copa Internacional | Total | Total |
| Club                         | Div.          | Temporada     | Part. | Goles | Part.         | Goles         | Part.              | Goles              | Part. | Goles |
| ---------------------------- | ------------- | ------------- | ----- | ----- | ------------- | ------------- | ------------------ | ------------------ | ----- | ----- |
| Deportivo Pereira · Colombia |               |               |       |       |               |               |                    |                    |       |       |
| 1.ª                          | 2008          | 1             | 0     | 0     | 0             | —             | —                  | 1                  | 0     |       |
| 1.ª                          | 2009          | 0             | 0     | 1     | 0             | —             | —                  | 1                  | 0     |       |
| 1.ª                          | 2010          | 0             | 0     | 1     | 0             | —             | —                  | 1                  | 0     |       |
| 1.ª                          | 2011          | 0             | 0     | 2     | 0             | —             | —                  | 2                  | 0     |       |
| 2.ª                          | 2012          | 28            | 0     | 2     | 0             | —             | —                  | 30                 | 0     |       |
| 2.ª                          | 2013          | 31            | 0     | 1     | 0             | —             | —                  | 32                 | 0     |       |
| Total club                   | Total club    | 60            | 0     | 7     | 0             | 0             | 0                  | 67                 | 0     |       |
| Cúcuta Deportivo · Colombia  |               |               |       |       |               |               |                    |                    |       |       |
| 2.ª                          | 2014          | 13            | 0     | 4     | 0             | —             | —                  | 17                 | 0     |       |
| 1.ª                          | 2015-ll       | 8             | 0     | —     | —             | —             | —                  | 8                  | 0     |       |
| 2.ª                          | 2016          | 5             | 0     | 1     | 0             | —             | —                  | 6                  | 0     |       |
| Total club                   | Total club    | 26            | 0     | 5     | 0             | 0             | 0                  | 31                 | 0     |       |
| Unión Magdalena · Colombia   |               |               |       |       |               |               |                    |                    |       |       |
| 2.ª                          | 2015-l        | 1             | 0     | 6     | 0             | —             | —                  | 7                  | 0     |       |
| 2.ª                          | 2017-l        | 7             | 0     | 2     | 0             | —             | —                  | 9                  | 0     |       |
| Total club                   | Total club    | 8             | 0     | 8     | 0             | 0             | 0                  | 16                 | 0     |       |
| Chorrillo · Panamá           |               |               |       |       |               |               |                    |                    |       |       |
| 1.ª                          | 2017-ll       | 16            | 0     | —     | —             | 4             | 0                  | 20                 | 0     |       |
| Total club                   | Total club    | 16            | 0     | 0     | 0             | 4             | 0                  | 20                 | 0     |       |
| Deportes Quindio · Colombia  |               |               |       |       |               |               |                    |                    |       |       |
| 2.ª                          | 2018          | 10            | 0     | 3     | 0             | —             | —                  | 13                 | 0     |       |
| 2.ª                          | 2019          | 12            | 0     | 0     | 0             | —             | —                  | 12                 | 0     |       |
| Total club                   | Total club    | 22            | 0     | 3     | 0             | 0             | 0                  | 25                 | 0     |       |
| Total carrera                | Total carrera | Total carrera | 132   | 0     | 23            | 0             | 4                  | 0                  | 159   | 0     |

## Palmarés

### Torneos nacionales
| Título       | Equipo         | País   | Año  |
| ------------ | -------------- | ------ | ---- |
| LPF Apertura | Chorrillo F.C. | Panamá | 2017 |